# Nesophontes
Nesophontes (Незофонт) — вимерлий, єдиний рід родини Незофонтові (Nesophontidae) з ряду Комахоїдні. Рештки були знайдені серед решток пацюків (Rattus) і мишей (Mus), які прибули на іспанських судах на початку XVI століття. Ці тварини були комахоїдні. Число видів варіює серед авторів. Деякі стверджують, що є 12 валідних видів, а інші стверджують, що є всього лише шість видів.

## Морфологія
Ці тварини розміром від розмірів мишей до пацюків ймовірно пов'язані з Solenodon, маючи довгий гнучкий ніс і малі очі.

## Поширення
Ці тварини були ендеміками Куби, о. Гаїті (Домініканська Республіка і Гаїті), Пуерто-Рико, Американських Віргінських островів і Кайманових островів.

## Етимологія
Назва Nesophontes означає «острівний убивця» й походить від дав.-гр. νῆσος — «острів», φόντης — «убивця».